# Karabörk, Çanakçı
Karabörk là một thị trấn thuộc huyện Çanakçı, tỉnh Giresun, Thổ Nhĩ Kỳ. Dân số thời điểm năm 2011 là 1.122 người.